# تولد دوباره (آلبوم جنیفر لوپز)
تولد دوباره (به انگلیسی: Rebirth) آلبومی از هنرمند اهل ایالات متحده آمریکا جنیفر لوپز است که در ۲۸ فوریه ۲۰۰۵ منتشر شد.